# La saga de los Drácula
La saga de los Drácula és una pel·lícula de terror espanyola del 1973 dirigida pel mexicà León Klimovsky amb un guió d'Emilio Martínez-Lázaro i Juan Tébar i produïda per Ricard Muñoz Suay i Josep Anton Pérez Giner de Profilmes.

## Sinopsi
Hans viatja a Transsilvània amb la seva esposa Berta, embarassada de pocs mesos, per tal de conèixer la seva família, que viu al castell de l'avi, que és descendent directe de Vlad Țepeș. Després d'uns contratemps macabres (noies dessagnades, llops que udolen, un capellà mossegat per dues noies) arribaran a contactar amb la família. Un cop al castell, Berta anirà descobrint un secret terrible al castell de la seva família 

## Repartiment
- Tina Sainz - Berta
- Tony Isbert - Hans
- Helga Liné - Munia
- María Kosty - Xenia
- J.J. Paladino - Gabor
- Heinrich Starhemberg - Dr. Karl
- Mimí Muñoz - Sra. Petrescu
- Betsabé Ruiz - Stilla
- Luis Ciges - Venedor de llibres d'oracions
- Elsa Zabala - Sra. Gastrop
- Javier de Rivera - Gert
- Fernando Villena - Criado
- Narciso Ibáñez Menta - Comte Dràcula

## Recepció
Fou exhibida com a part de la secció oficial al VI Festival Internacional de Cinema Fantàstic i de Terror de Sitges el 1973, tot i que no va obtenir cap premi.